# Мартьянова Марта Велеріївна
Марта Валеріївна Мартьянова (рос. Марта Валерьевна Мартьянова; нар. 1 грудня 1998 року) — російська фехтувальниця на рапірах, олімпійська чемпіонка 2020 року.

## Виступи на Олімпіадах
| Олімпіада  | Дисципліна      | Місце |
| ---------- | --------------- | ----- |
| Токіо 2020 | командна рапіра | 1     |